# Anders Magnus Spong
Anders Magnus Spong, född 1 juni 1804 i Stockholm, död 12 maj 1878 på Lövsund, Fresta socken, Stockholms län, var en svensk koppartryckare, litograf och etsare.  
Han var son till Anders Fredrik Spong och Margareta Andersson samt bror till Axel Fredrik Spong. Han utbildades i  koppartrycktekniken och litograf av sin far och uppges därefter ha studerat vid Konstakademien i Stockholm. Tillsammans med Johan Elias Cardon drev han stentryckeriet Spong & Cardon 1835–1841 där Cardon var den konstnärliga kraften medan Spong var tryckledare. Efter sin fars död 1840 övertog han även dennes koppartryckeri och drev båda företagen parallellt fram till 1862 då han sålde koppartryckeriet till Anders Björklund.      